# Free Derry Corner
Free Derry Corner ist ein historisches Wahrzeichen im Bezirk Bogside von Derry in Nordirland. 

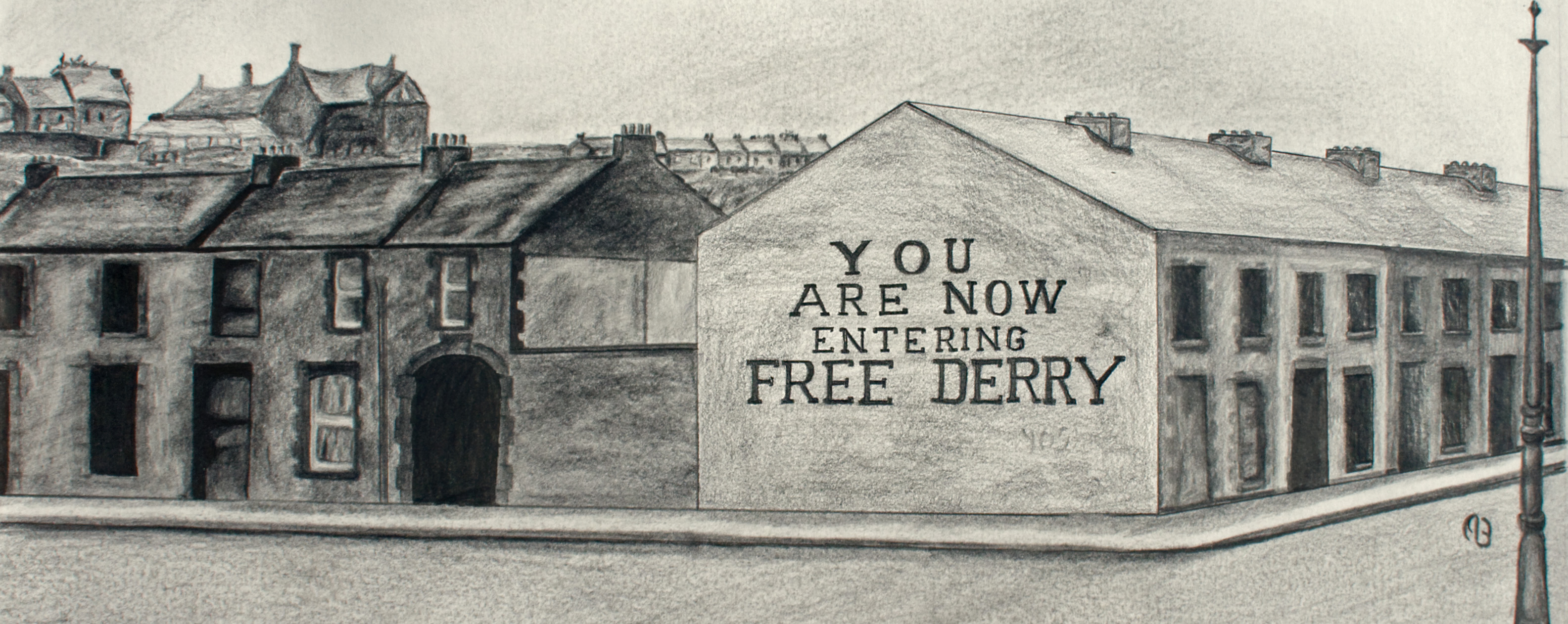
“You are now entering Free Derry”

Es befindet sich an der Ecke zwischen der Lecky Road und der Fahan Street und wurde während des Nordirlandkonflikts zu einem Symbol des Widerstands gegen die britische Herrschaft in Nordirland.
Das Wandgemälde an der Ecke zeigt die Worte „You are now entering Free Derry“ und wurde 1969 von örtlichen Bürgerrechtsaktivisten erstellt. Es wurde im Laufe der Jahre mehrfach restauriert und erneuert und bleibt ein wichtiger Ort des Gedenkens und des politischen Protests in Derry.

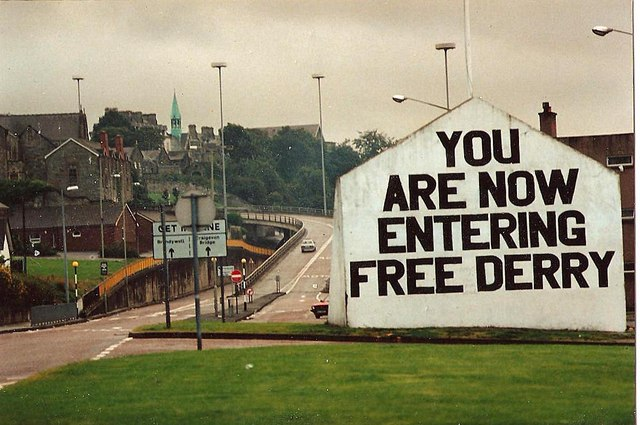
Free Derry Corner 1984.
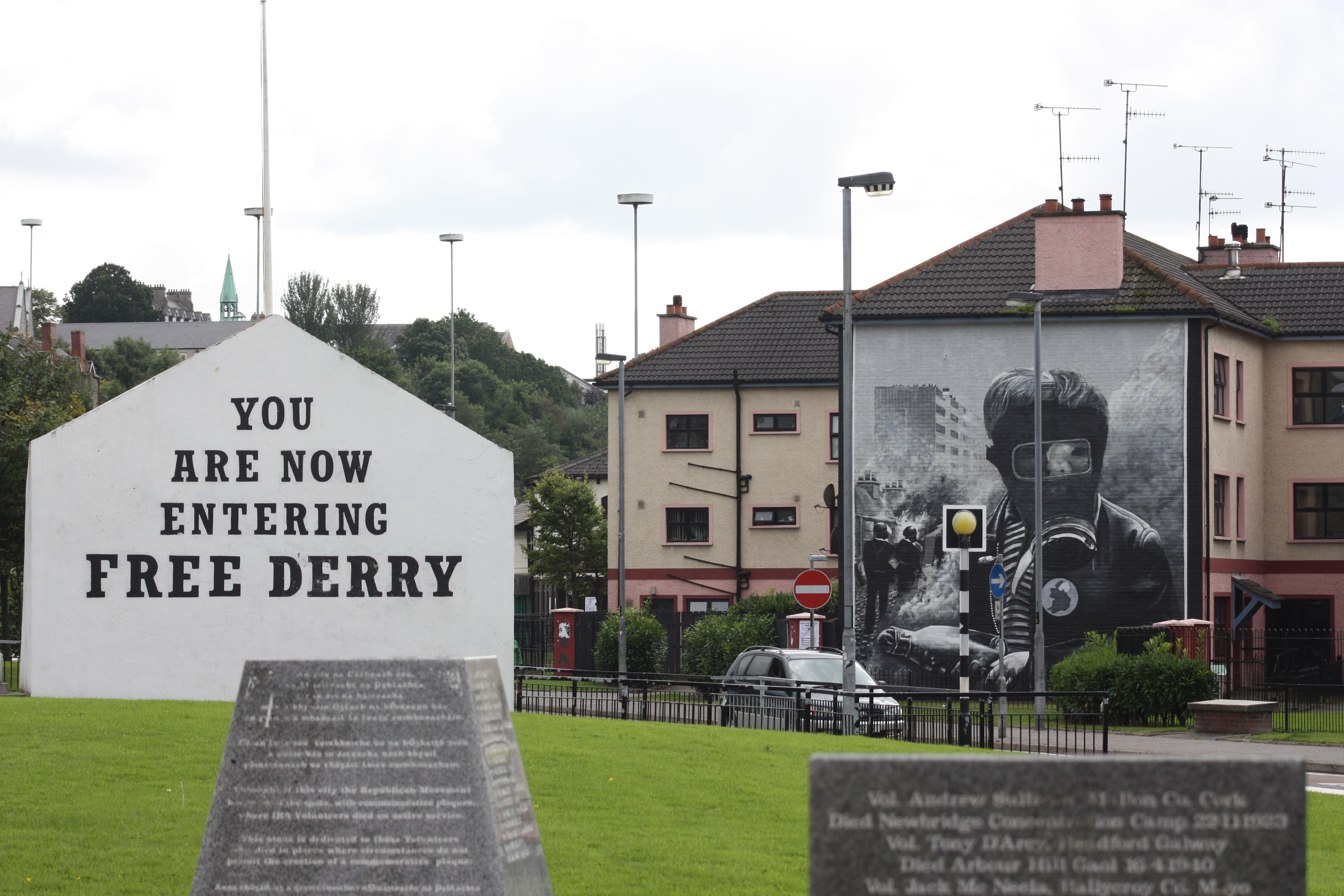
Blick auf die Ecke vom Hungerstreik-Denkmal mit dem „Benzinbomber“-Wandbild.
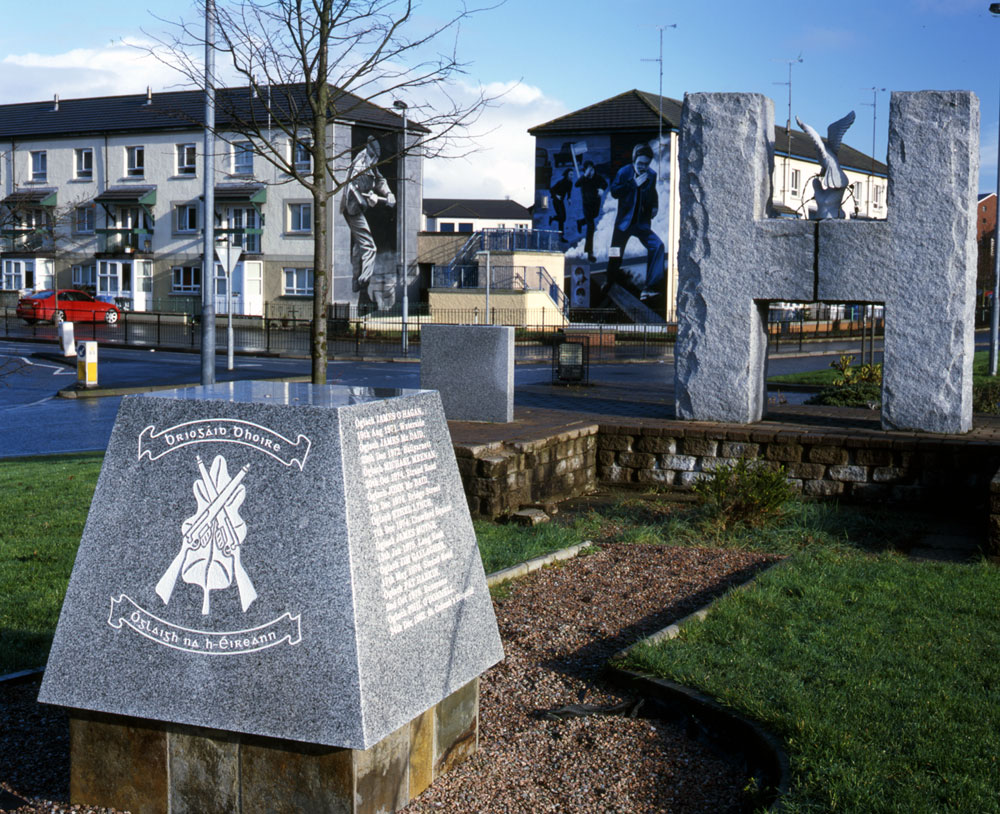
Gedenkstätte für den Hungerstreik gegenüber der Mauer von Free Derry.
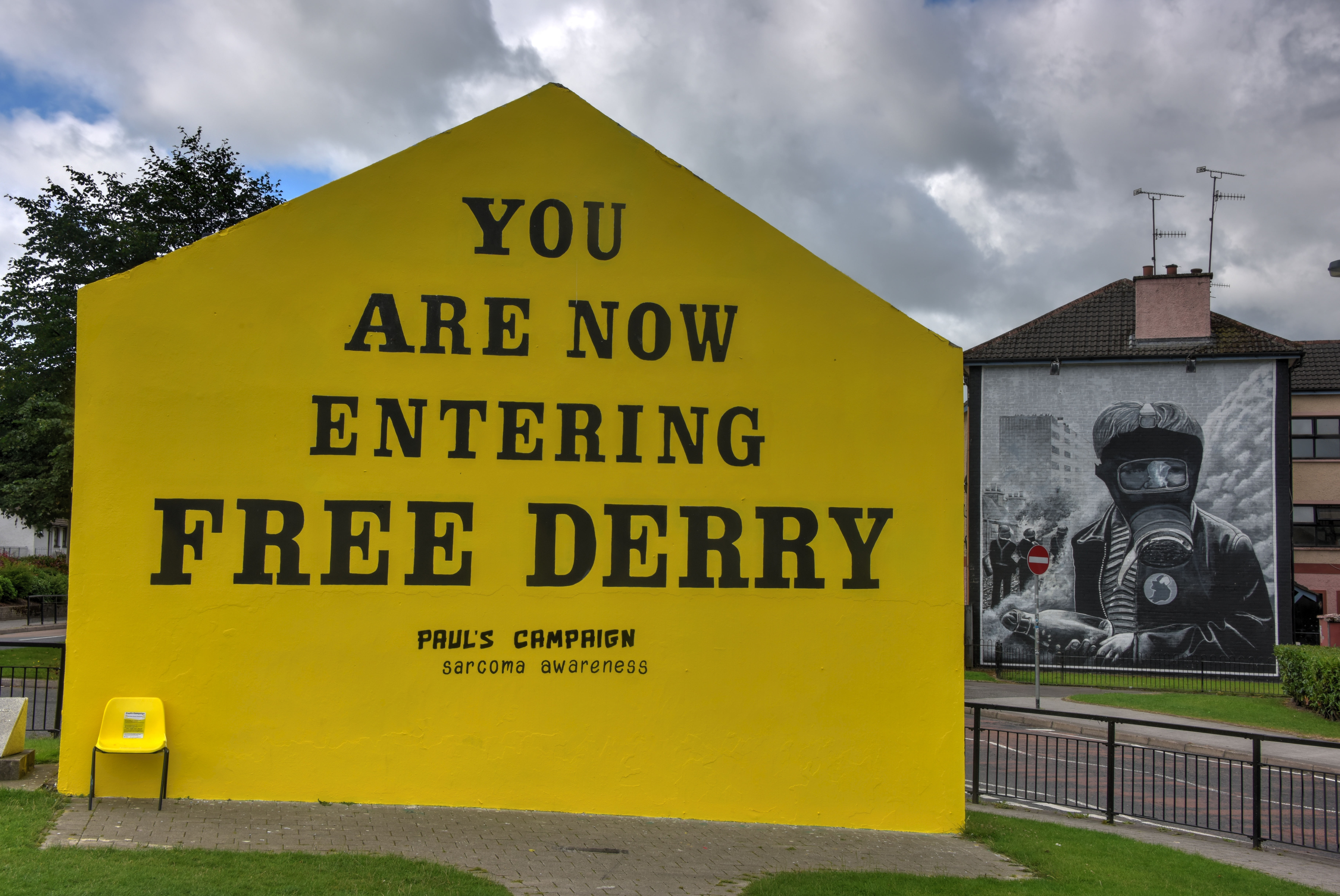
Free Derry-Mauer 2018.